# Éditions Brill
Pour les articles homonymes, voir Brill.

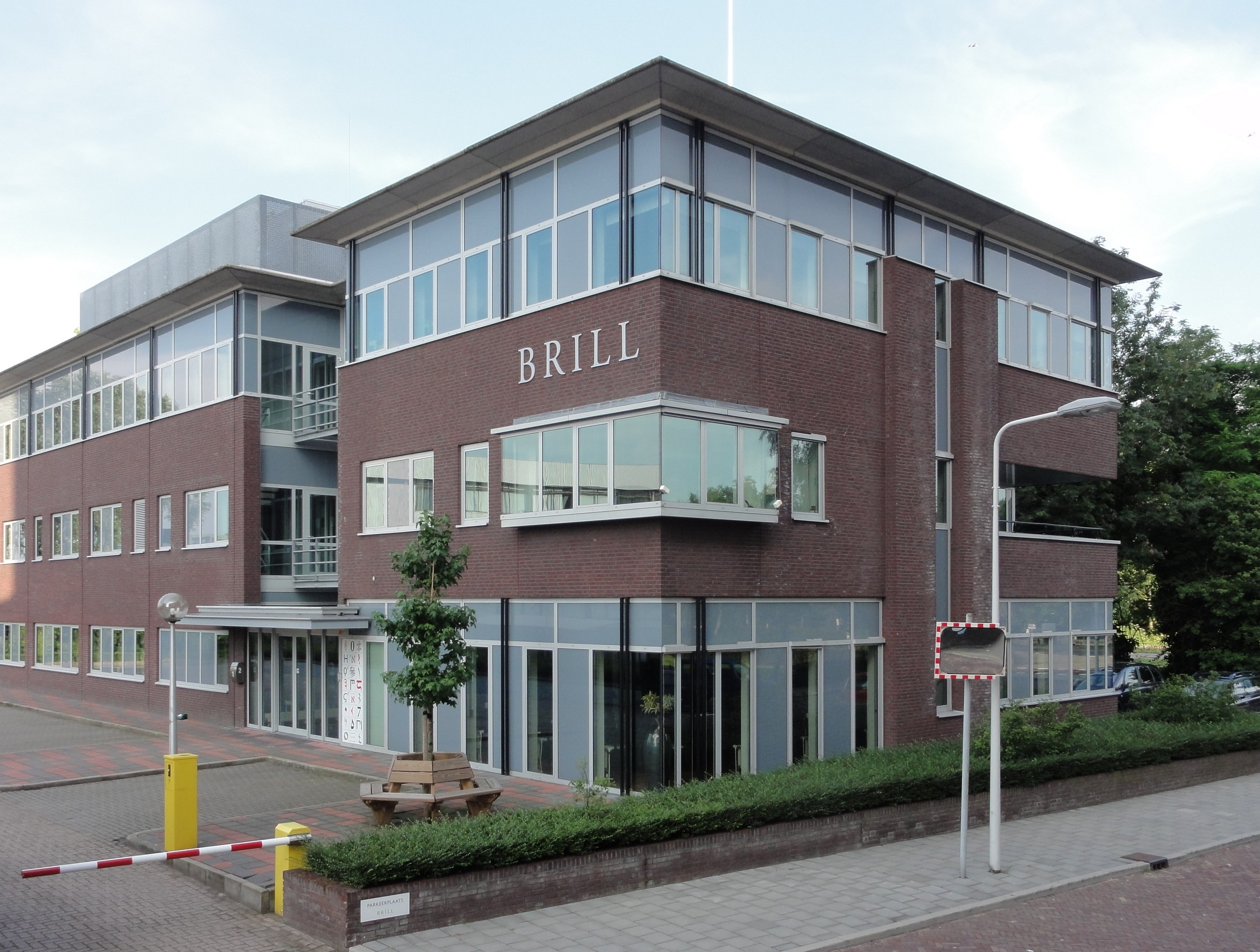
Bureau de Brill à Leyde

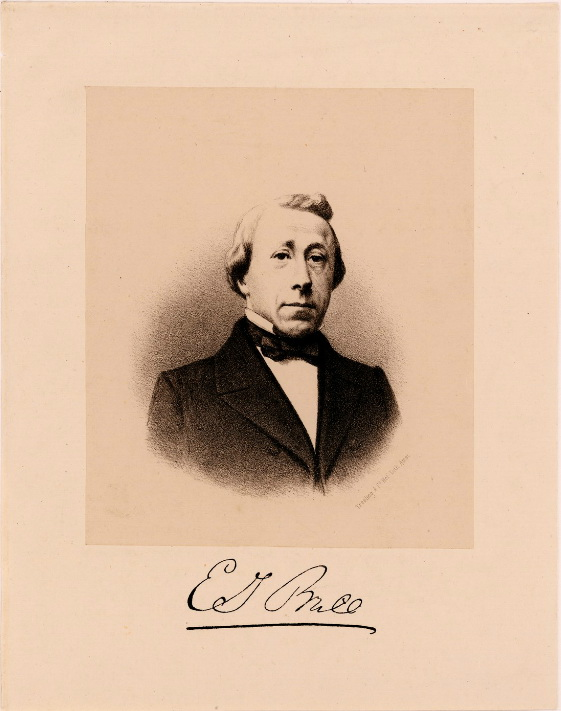
E.J. Brill (Collection Deutsches Buch- und Schriftmuseum Leipzig)

Brill est une maison d'édition néerlandaise œuvrant depuis 1683 (premiers ouvrages imprimés par Jordaan Luchtmans) et basée à Leyde. Connu sous diverses appellations (Luchtmans, E. J. Brill, Koninklijke Brill, Brill Academic Publishers) et doté d'un catalogue scientifique et historique bien fourni, l'éditeur compte comme sa clientèle la plus importante, les bibliothèques et institutions universitaires occidentales. Annuellement, Brill publie plus d'une centaine de revues et environ 500 livres.

## La compagnie
Le siège social de Brill est situé à Leyde, aux Pays-Bas. Les champs de spécialisation de la compagnie d'édition sont les suivants :
- les sciences humaines et sociales (arts et lettres),
- le droit international,
- à un moindre niveau, les sciences appliquées.

Le catalogue, en majeure partie de langue anglaise, comprend plusieurs types de publications, dont des séries de monographies, des journaux scientifiques, des publications annuelles, ainsi que des microformes et des encyclopédies. Selon le site de la maison d'édition, elle emploie plus de 120 employés hautement scolarisés et une succursale à Boston, aux États-Unis pour le marché nord-américain.

## Rachat par De Gruyter
En 2023, l'éditeur allemand De Gruyter fait l'acquisition de la maison d'édition néerlandaise Brill, pour 51,5 millions d'euros. La division ainsi créée prend le nom de De Gruyter-Brill.

## Sources
1. ↑  « En Allemagne, naissance d'un géant de l'édition académique », sur ActuaLitté.com (consulté le 4 novembre 2024)

- La plupart des informations viennent du site web officiel de la maison d'édition Brill.
- Sytze van der Veen : Brill, 325 Years of Scholarly Publishing (Leyde : Brill, 2008).  (ISBN 978-90-04-17032-2)